# 植民地化以前のアフリカ諸国
この項目は、ヨーロッパ諸国による植民地化が進む以前の時代に興ったアフリカの国々の一覧である。

## 分類
アメリカの歴史家ジャン・ヴァンシナは、過去にアフリカ大陸全土に興った国々のデータを収集、分析し、国の形態ごとに複数のカテゴリーに分類した。以下はその一覧である。
1. Despotic Kingdoms(専制君主国)[2]:王が国の内外を直接的に統治する国家形態。1850年代頃のルワンダ王国・ブガンダ、16世紀のブニョロ・アンコーレ王国・ブソガ・コンゴ王国など。
2. Regal Kingdoms:国王が外交や内政を直接的に統括する国家形態。王と王に臣従する地方の首長たちが同じ宗教や組織に属する。ブルンジ王国・ベンバ・ザンデ・アルール族（英語版）など。
3. Incorporative Kingdoms[3]: 外部勢力との交渉などを担う君主を戴いているものの、諸侯との間に直接的な主従関係がない国家形態。その多くは植民地化の後も首長による部族支配が継続した。バミレケ族（英語版）・ルンダ族（英語版）・ルバ族・ロジ族の王国など。
4. Aristocratic Kingdoms（貴族制的王国）:形式上特定の家系を君主として承認している以外、中央政府と地方の首長たちの間に殆ど繋がりが無い国家形態。アフリカの諸国の中で最も一般的な形態。17世紀のコンゴ王国・18世紀のカゼンベ（英語版）・シルルク王国（英語版）など。
5. Federations :各地の部族の首長や長老たちの合議によって統制される国家形態。ヴァンシナは、サハラ以南のアフリカで明確にこの政体を採った国はアシャンティ王国だけであるとしている[3]。

尚、サハラ以北に興ったイスラム諸国はこの分類には該当しないものとされる。

## 時代区分
古代 (前3600年 –  500年頃)
文字による記録が始まる紀元前3600年頃から西ローマ帝国や漢王朝、グプタ朝などの重要な国家が崩壊する6世紀頃までの期間。
後古典期（Postclassical Era）(500年 – 1500年)
一般的に中世と呼ばれる時代。ローマ帝国の崩壊に始まり、イスラム教の勃興、ルネサンス期を経てコンスタンティノープルの陥落によって東ローマ帝国が滅亡するまでの期間。
現代（Modern history） (1500 – present CE)
アメリカ大陸の発見など、ヨーロッパ諸国による地域間の文化的統合が加速していく1500年頃から現代までの期間。

## アフリカの国家一覧

### 北アフリカ

#### 古代
- エジプト王国
- ケルマ王国
- クシュ王国
- カルタゴ
- ブレムミュアエ（Blemmyes）
- ガラマンテス（Garamantes）
- プトレマイオス朝
- マウレタニア王国
- ヌミディア王国
- マクリア王国（Makuria）
- ノバティア王国（Nobatia）
- ヴァンダル王国

#### 中世
- アロディア（Alodia）
- ネコル王国（Kingdom of Nekor）
- バーガワタ（Barghawata）
- シジルマサ
- ルスタム朝
- イドリース朝
- ファーティマ朝
- ハンマード朝
- ズィール朝
- ムラービト朝
- クラサニド朝（Khurasanid dynasty）
- ムワッヒド朝
- アイユーブ朝
- ハフス朝
- ザイヤーン朝（トレムセン王国）
- マリーン朝
- マムルーク朝
- ワッタース朝

#### 近現代
- センナル・スルタン朝（Sultanate of Sennar）
- サアド朝
- テトゥアン公国（Tétouan）
- ダルフール・スルタン朝（Sultanate of Darfur）
- サレ共和国（Republic of Salé）
- アラウィー朝
- ムハンマド・アリー朝
- サヌーシー朝（Senussi）

### 東アフリカ

#### 古代
- プント国
- ダムト国（Dʿmt）
- アクスム王国

#### 中世
- バジン王国（Kingdom of Bazin）
- ベルギン王国（Kingdom of Belgin）
- ジャリン王国（Kingdom of Jarin）
- クィタア王国（Kingdom of Qita'a）
- ナガシュ王国（Kingdom of Nagash）
- タヌキシュ王国（Kingdom of Tankish）
- モガディシュ・スルタン朝（Sultanate of Mogadishu）
- キルワ王国
- ミドゥリ・バリ（Medri Bahri）
- エチオピア帝国
  - ザグウェ朝
  - ソロモン朝
- イファト・スルタン国
- ワルサンガリ・スルタン朝（Warsangali Sultanate）
- ブガンダ王国（Buganda）
- ブルンジ王国
- ルワンダ王国
- アジュラーン・スルタン国（Ajuran Sultanate）
- アダル・スルタン国

#### 近現代
- センナル・スルタン朝（Sennar (sultanate)）
- キタラ帝国（Empire of Kitara）
- ゲレディ・スルタン国（Sultanate of the Geledi）
- オーッサ・スルタン国
- マジェルテーン・スルタン国（Majeerteen Sultanate）
- ゴンマ王国（Kingdom of Gomma）
- ジンマ王国（Kingdom of Jimma）
- グンマ王国
- ザンジバル・スルターン国
- ホビョ・スルタン国（Sultanate of Hobyo）
- ダラーウィーシュ国（Dervish state）

### 西アフリカ

#### 古代
- ダーティチット文化（Dhar Tichitt）
- ノク文化
- ジェニ・ジェノ文化（Djenné-Djenno）
- ブラ文化（Bura culture）

#### 中世
- ガーナ王国
- ンリ王国（Kingdom of Nri）
- ボノ・マンソ
- モシ諸王国
- ヤテンガ王国
- タクルー（Takrur）
- ベニン王国
- マリ帝国
- ジョロフ王国
  - ウォロフ王国
- カネム・ボルヌ帝国
- オヨ王国
- ダグボン王国（Kingdom of Dagbon）
- シン王国（Kingdom of Sine）
- ソンガイ帝国
- シルルク王国（Shilluk Kingdom）
- 大フロ帝国（Empire of Great Fulo）
- サロウム王国（Kingdom of Saloum）
- ケネドゥグー王国

#### 近現代
- マンプルシ（Mamprusi）
- カアブ（Kaabu）
- カヨール王国（Cayor）
- バオル王国（Baol）
- ダホメ王国
- アロ連合（Aro Confederacy）
- アシャンティ王国
- コング帝国（Kong Empire）
- バマナ帝国（Bamana Empire）
- ソコト帝国
- ワスールー帝国（Wassoulou Empire）

### 中央アフリカ

#### 古代
サオ文化（Sao civilisation）

#### 中世
- カネム・ボルヌ帝国
- コンゴ王国

#### 近現代
- バギルミ・スルタン朝（Sultanate of Bagirmi）
- ルバ王国（Kingdom of Luba）
- ンドンゴ王国
- マタムバ王国（Kingdom of Matamba）
- ワダイ帝国（Wadai Empire）
- ルンダ王国（Kingdom of Lunda）
- クバ王国

### 南アフリカ

#### 中世
- マプングブエ（Kingdom of Mapungubwe）
- ジンバブエ王国（Kingdom of Zimbabwe）
- モノモタパ王国
- ブトゥア王国（Kingdom of Butua）
- トルワ王朝

#### 近現代
- ロズウィ帝国（Rozwi Empire）
- ンドワンドウェ王国（Ndwandwe）
- ズールー王国
- メリナ王国（en:）
- メセスワ帝国（Mthethwa Paramountcy）